# ویک
ویک، روستایی از توابع بخش سلطانیه شهرستان ابهر در استان زنجان ایران است. که علیرضا داودی نظرقلی اهنگ آنجاستكه باغ  گردو هم دارند

## جمعیت
این روستا در دهستان سنبل آباد قرار دارد و براساس سرشماری مرکز آمار ایران در سال ۱۳۸۵، جمعیت آن ۵۵۹ نفر (۱۲۶خانوار) بوده‌است.